# Jeffrey Blue
Jeffrey Blue (ur. 21 listopada 1967 w Los Angeles) – amerykański producent muzyczny, A&R i autor tekstów, który obecnie pełni funkcję konsultanta muzycznego dla kilku dużych wytwórni płytowych oraz nadzorców muzycznych. Pracował jako starszy wiceprezes A&R oraz producent dla Warner Bros. Records, Interscope Records, Virgin Records, Capitol Records, Sony BMG, Jive Records, RCA Records i J Records. Specjalizuje się w odkrywaniu, rozwijaniu i podpisywaniu kontraktów z nieznanymi artystami. Blue jest najbardziej znany z odkrycia zespołów Linkin Park, Macy Gray, Daniela Powtera oraz The Last Goodnight. Oprócz podpisania umów wydawniczych z Limp Bizkit i Korn, pisał także single dla takich artystów jak Hoobastank, Macy Gray, Syndicate i The Last Goodnight.

## Życiorys
Blue studiował komunikację na Uniwersytecie Kalifornijskim w Los Angeles, koncentrując się na prawie medialnym. W czasie studiów grał na perkusji. Odbył staż u Harveya Levina, gospodarza programu TMZ, który był reporterem prawnym w lokalnym dziale wiadomości CBS i przekonał Blue'a, aby poszedł do szkoły prawniczej.Następnie Blue podjął studia na Loyola Law School w Los Angeles, aby rozpocząć karierę prawniczą.Zdał egzamin adwokacki i rozpoczął pracę jako prawnik, ale stracił pasję do zawodu. Blue został dziennikarzem muzycznym, współpracując z Billboard, HITS i Entertainment Weekly, a ostatecznie opublikował własny magazyn Crossroads, który koncentrował się na odkrywaniu nieznanych artystów. Zajmował się także aktorstwem, występując w reklamach telewizyjnych.
Blue dołączył do Zomba Music Publishing w 1995 roku, gdzie objął stanowisko wiceprezesa A&R, jednocześnie prowadząc zajęcia na UCLA. Poznał tam Brada Delsona, studenta, który został jego stażystą. Blue mentoryował Delsona i zainteresował się jego zespołem XERO, który Delson właśnie założył razem z Mike'em Shinodą. Blue podpisał z Xero umowę rozwoju wydawniczego i odegrał kluczową rolę w początkach Linkin Park, pomagając zespołowi znaleźć wokalistę Chestera Benningtona. Po odejściu z Zomba i dołączeniu do Warner Records, Blue podpisał z Linkin Park pierwszy kontrakt płytowy i był producentem wykonawczym ich debiutanckiego albumu Hybrid Theory.
Blue współpracował również z Macy Gray jako autor tekstów i producent. Po nagraniu demo Gray, Blue załatwił dla artystki kontrakt z Epic Records, co zaowocowało wspólnym napisaniem przeboju „Still”, który trafił do top-10. Podpisał również umowy wydawnicze z zespołami rockowymi Korn i Limp Bizkit.
Poza działalnością A&R, Blue współpracował bezpośrednio z artystami przy pisaniu i produkcji muzyki. Napisal utwór Hoobastank „So Close, So Far” i wyprodukował album Better Than Ezra Before the Robots. Był także producentem wykonawczym i współautorem ścieżki dźwiękowej do filmu Królowa potępionych. W 2007 roku współpracował z The Last Goodnight przy napisaniu utworu „Pictures of You”, który zdobył nagrodę BMI Pop Award. Ponadto zagrał wszystkie partie perkusji i instrumentów perkusyjnych na debiutanckim albumie zespołu Poison Kiss. W 2008 roku opracował, współtworzył i współprodukował debiutancki album Steadlür.
W 2012 roku Blue podpisał kontrakt, napisał i rozwinął zespół WERM, po tym jak odkrył ich na Music Xray. W 2020 roku wydał książkę One Step Closer, From Xero to #1; Becoming Linkin Park, szczegółowo opisującą jego wczesną współpracę z Linkin Park. Pracował również nad serialem dokumentalnym, który opowiada historię A&R, we współpracy z firmą produkcyjną Marka Wahlberga, Unrealistic Ideas.